# Osteoburus
El Osteoburus o «perro quebrantahuesos» fue un cánido extinto que vivió en Norteamérica durante el Pleistoceno. Su tamaño y aspecto eran similares al de la moderna Hiena manchada, con la que sin embargo no está emparentado, y según los investigadores tenía hábitos y dentadura similares a ella, con fuertes dientes cónicos que le permitían romper estructuras óseas. Se cree que era un carroñero con muy buen olfato y que podía vivir solo o en manadas. Se estima que su longitud era alrededor de 1,5 a 1,8 metros, mientras que su alto hasta la cruz era de 90 a 100 centímetros. Este animal permaneció en el planeta por 8 millones de años y se extinguió hace un millón y medio de años, aproximadamente.